# Rudolf Dammert
Karl Rudolf Dammert (geboren am 5. August 1879 in Bruchsal; gestorben am 9. November 1946 in Hinterzarten bei Freiburg im Breisgau) war ein deutscher Verleger, Journalist und Dramatiker und Verfasser historischer Romane.

## Leben
Dammerts Vater war der Hauptlehrer Sebastian Dammert, die Mutter Luise, geb. Hilß. Er studierte zunächst in Freiburg und Berlin. Nach der Promotion mit einer Untersuchung zu Franz Callenbach arbeitete er von 1904 bis 1906 als Redakteur der Wormser Volkszeitung, dann beim Berliner Lokal-Anzeiger und danach bei der Münchner Allgemeinen Zeitung. Von 1908 bis 1909 war er der Herausgeber der Allgemeinen Zeitung und dann bis 1910 Chefredakteur der Württemberger Zeitung in Stuttgart.
1910 siedelte Dammert nach Berlin über, wo er in der Folge ein Redaktionsbüro für die deutsche Presse, einen Korrespondenz-Verlag und 1912 die Nachrichtenagentur Deutscher Telegraph Dr. Rudolph Dammert GmbH gründete, die 1913 mit Louis Hirsch’s Telegraphisches Büro  und anderen Nachrichtenbüros zur Telegraphen-Union verschmolzen wurde.
Im Ersten Weltkrieg leistete Dammert Kriegsdienst, zuletzt als Pressechef in Rumänien.
Nach Ende des Krieges gründete er mehrere Buch- und Zeitschriftenverlage, Werbeagenturen, sowie den Presseverlag Dr. Rudolf Dammert, den größten Pressedienst seiner Zeit. Seine Korrespondenzen lieferten Tageszeitungen redaktionelles Rohmaterial, Nachrichten ebenso wie politische Kommentare und Leitartikel.
Schon 1921 beschäftigte der Dammert-Dienst (Kürzel meist: dd) etwa 75 Journalisten und 250 Angestellte; in der Inflations- und Wirtschaftskrise war er jedoch zum Verkauf gezwungen. Der linksliberale Dammert verkaufte – im Umweg über die rheinisch-westfälischen Industriellen Ottmar Strauß und Otto Wolff – an die Telegraphen-Union, die nun zum deutschnationalen Hugenberg-Konzern gehörte. Er gründete abermals eine Korrespondenzgruppe. So existierten während der Zwanziger Jahre zwei große Dammert-Korrespondenzen nebeneinander.
Sein neuer Dienst war jedoch weniger konkurrenzfähig. Als politische Unterstützung erhielt Dammert ab 1925 mehrere Überbrückungsdarlehen vom badischen DDP-Politiker und Verleger Hermann Dietrich (DDP). Die Mittel stammten allerdings – offenbar ohne Dammerts Wissen – von der verdeckt operierenden, im Auftrag des Reiches und des Staates Preußen von Max Winkler (DDP) geleiteten staatlichen Medienholding Konkordia Literarische Anstalt GmbH, wie neuere Recherchen des Historikers und Dietrich-Biographen Desiderius Meier belegen. Ende der Zwanziger Jahre war Dammerts Firma wieder der drittgrößte Anbieter von Korrespondenzen, die über 600 (bei Zählung von Nebenausgaben 1.000) Zeitungstitel belieferten.
Der Dienst geriet in der Wirtschaftskrise 1929/30 abermals in Finanzprobleme; Subventionen des Staates Preußen retteten ihn. Die Enthüllung der verdeckten Rettungsaktion erregte Aufmerksamkeit und scharfe Kritik, zumal der preußische Finanzminister Hermann Höpker-Aschoff (DDP/DStP) sie im Alleingang arrangierte. Der überschuldete Korrespondenz-Presse-Verlag Dr. Rudolf Dammert (umfirmiert Dr. Rud. Dammert GmbH) wurde Ende 1929 unter das Dach einer Zentrale Verlags-Gesellschaft GmbH gestellt, deren Gesellschafter der frühere Reichsfinanzminister Peter Reinhold und Höpker-Aschoffs früherer Pressesprecher Hugo Buschmann waren. Mit unter dieses Dach kam die ebenfalls überschuldete Deutsche Nachrichten- und Korrespondenz-Gesellschaft mbH des früheren Reichspressechefs Carl Spiecker (Zentrum), mit der Dammert in Bürogemeinschaft stand. Durch Schuldenübernahme und Betriebszuschüsse für die Dachgesellschaft wurde von Preußen offenbar eine sechsstellige Summe gezahlt, ohne dass die Unternehmensanteile selbst erworben wurden.
Als erfolgreicher Gründer und Pionier im boomenden Korrespondenzgeschäft galt Dammert als eine Art Branchensprecher. Er betonte die unternehmerische Eigeninitiative als Verleger: „Zur Gründung einer Korrespondenz gehört – technisch-kapitalistisch betrachtet – nicht viel mehr als eine Schreibmaschine“, betonte er in einem Grundsatzbeitrag für das Journalistenorgan Deutsche Presse.
Unter Dammerts Führung wurde am 15. Februar 1920 der Verein Deutscher Korrespondenz-Verleger (VDKV) gegründet. Seine wirtschaftlichen Ziele sah er im Kampf gegen den Unterbietungswettlauf in der Branche und versuchte, die Preispolitik gegenüber den Zeitungsverlagen zu koordinieren, um Mindestsätze für Entgeltpauschalen, Zeilenhonorare, Material- und Fernsprechspesen zu sichern. Dammert wurde Vorsitzender des Branchenverbands. Der Zeitungswissenschaftler Otto Groth deutete die Gründung aus dem "Zwang der Not" heraus; 1923 hatte der VDKV laut Groth etwa 100 Mitglieder bzw. Mitgliedsunternehmen. Eine Studie aus dem Jahr 1926 bestätigte diese Zahl und nannte als Untergliederung fünf Fachgruppen. Nach 1930 schied Dammert aus dem Verbandsvorstand aus. Im Zuge der nationalsozialistischen "Gleichschaltung" der Medien musste der VDKV 1934 in den Reichsverband der Deutschen Korrespondenz- und Nachrichtenbüros übergehen, der ein Fachverband der Reichskulturkammer war.
Dammert war der Deutschen Demokratischen Partei verbunden. 1920 schloss er einen Vertrag, nach dem er für die DDP eine Nachrichtenredaktion und die Produktion der Parteikorrespondenz Demokratischer Zeitungsdienst besorgte. Der Vertrag wurde von der DDP 1921 gekündigt, nachdem Dammert an Hugenberg verkauft hatte.

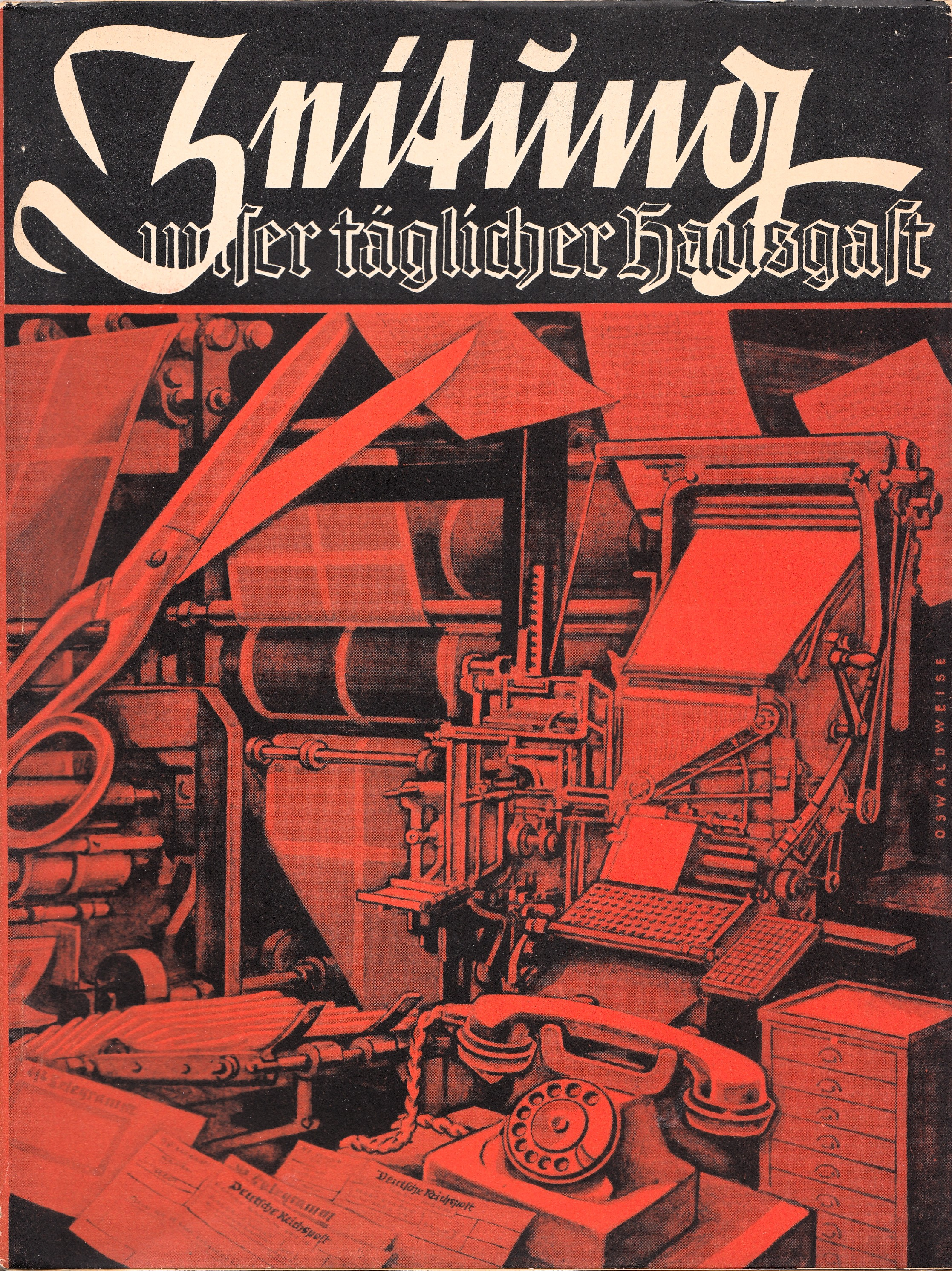
Umschlag von Rudolf Dammerts Buch „Zeitung – Unser täglicher Hausgast“ (1938) nach Entwurf von Oswald Weise (1875–1959)

In den 1930er Jahren folgte eine Ausdehnung der Geschäfte über Deutschland hinaus, außerdem erweiterte Dammert sein Unternehmen um eine Reiseagentur.
Neben seinen unternehmerischen Aktivitäten verfasste Dammert Feuilletons, wirtschaftspolitische Studien sowie mehrere Dramen.
Dammert war verheiratet mit Helene, geb. Rheinfeld. Aus der Ehe stammten zwei Kinder.

## Werke
- Franz Callenbach und seine satirischen Komödien. Dissertation Freiburg 1903.
- Der verbotene Tanz. Drama. 1910.
- Das Geld der Andern. Drama. 1911.
- Der serbische Feldzug. Erlebnisse deutscher Truppen. 1916.
- „Das deutsche Nachrichtenwesen“. In: Deutsche Presse. Band 9, Nr. 38, 30. September 1921, S. 14–16.
- Ein Weltmarktdienst für die deutsche Wirtschaft. 1929.
- „Der Korrespondenz-Verleger bittet ums Wort“. In: Deutsche Presse. Band 19, Nr. 46, 16. November 1929, S. 718–720.
- Presse-Verlag Dr. H. Dammert. Anlässlich 20jähriger Verlagstätigkeit im Sommer 1930 überreicht von Rudolf Dammert. Dammert. Berlin 1930.
- Handbuch für den Redaktionstisch. Anlässlich 20jähriger Verlagstätigkeit im Sommer 1930 überreicht von Rudolf Dammert. Dammert. Berlin 1930.
- Aurora von Königsmarck. Ein Frauenschicksal um August den Starken. 1936.
- Männer um Saskia. Ein Frauenschicksal aus der Fuggerzeit. 1936.
- Die Herren des Erdballs. Unterhaltsame Geschichte, wie Europa zu Kolonien kam. Voigtländer, Leipzig 1937.
- Das Wunderkind. Ein Mozartbuch. Weise, Berlin 1937.
- Deutschlands Nachbarn im Südosten. Völker und Mächte im Donauraum. Voigtländer, Leipzig 1938.
- Zeitung, unser täglicher Hausgast. Voigtländer, Leipzig 1938.
- Der Verrat an Europa. Die Greueltaten der farbigen Truppen Frankreichs im Weltkrieg. Deutsche Verlags-Anstalt, Stuttgart [ca. 1939].